# SS Conte Verde
Турбохід «Конте Верде» (італ. SS Conte Verde) — італійський лайнер, побудований в 1923 році на заводі W. Beardmore & Co. для трансатлантичної лінії Генуя — Нью-Йорк.

## Історія
Закладено 1921 року у верфі компанії W.Beardmore & Co.Ltd (заводський № 612) для компанії Lloyd Sabaudo Societa Anonima per Azioni. Спущений на воду в жовтні 1922 року, отримав назву на честь одного з графів савойських — Амадея VI — «Конте Верде».
4 квітня 1923 року завершено будівництво і 21 квітня він вийшов у перший рейс Генуя — Буенос-Айрес (через Вільфранш, Барселону, Ріо-де-Жанейро, Сантос і Монтевідео), під командою капітана далекого плавання Амедео Пінчетті. Рейси Генуя — Нью-Йорк почалися трохи пізніше, з 13 червня 1923 року.

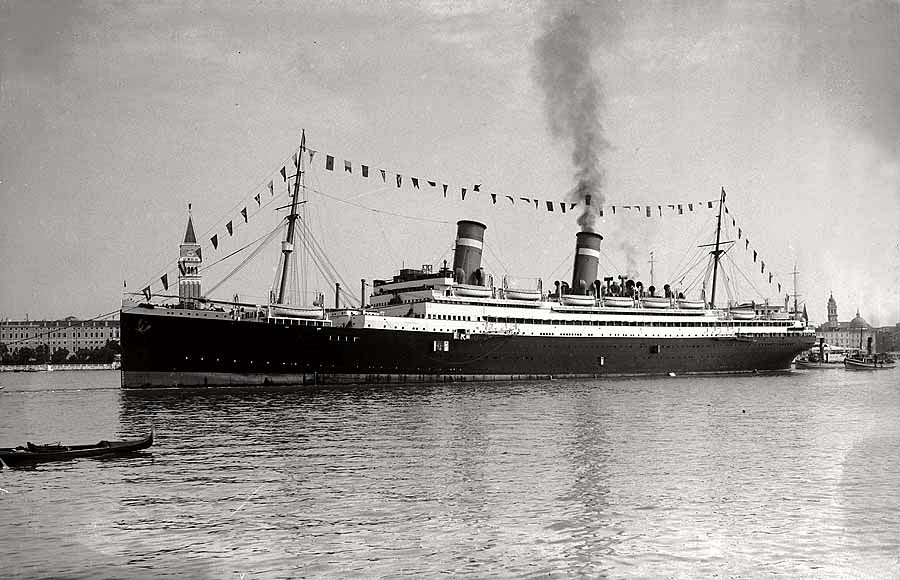
SS Conte Verde у гавані Венеції у квітні 1926 року.

Кілька разів (жовтень 1927, вересень 1928, серпень 1931) пасажиром судна був Карлос Гардель, який подорожував ним із Буенос-Айреса до Франції та Іспанії і назад.
У 1930 році на перший чемпіонат світу з футболу в Монтевідео лайнер доставив чотири національні збірні: Румунії, Франції (включно з президентом ФІФА Жулем Ріме), Бельгії та Бразилії. Також прибули судді Джон Лангенус, Анрі Крістоф і Тома Бальве, а разом із ними і Кубок світу ФІФА. Серед пасажирів того рейсу був і Федір Шаляпін. Також на борту судна у різний час побували американська танцівниця Жозефіна Бейкер, італійський учений Фоско Мараїні та його дочка, фотографка, альпіністка і письменниця Дача Мараїні. Джованні Джотта, майбутній власник мережі кав'ярень у Сан-Франциско «Caffe Trieste», був членом екіпажу корабля.
У січні 1932 року Велика депресія призвела до об'єднання фірм Lloyd Sabaudo і Navigazione Generale Italiana, що утворили компанію Italia Flotta Riunte, якій і дістався «Конте Верде», що пізніше перейшов під управління Lloyd Triestino. З 28 серпня лайнер став обслуговувати лінію Трієст — Шанхай. За деякими даними, судно перебудували, щоб приймати більшу кількість пасажирів ІІІ класу.
Під час тайфуну 1937 року «Конте Верде», що перебував у затоці Коулун, був зірваний зі швартовів і викинутий на берег у районі мису Коллінсон. Лайнер компанії NYK «Асама-Мару», також зірваний зі швартовів, зіткнувся з ним і теж потрапив на мілину. Пізніше обидва судна знято з мілини та відремонтовано. Загалом у Гонконзі за час тайфуну загинуло близько 11 000 людей.

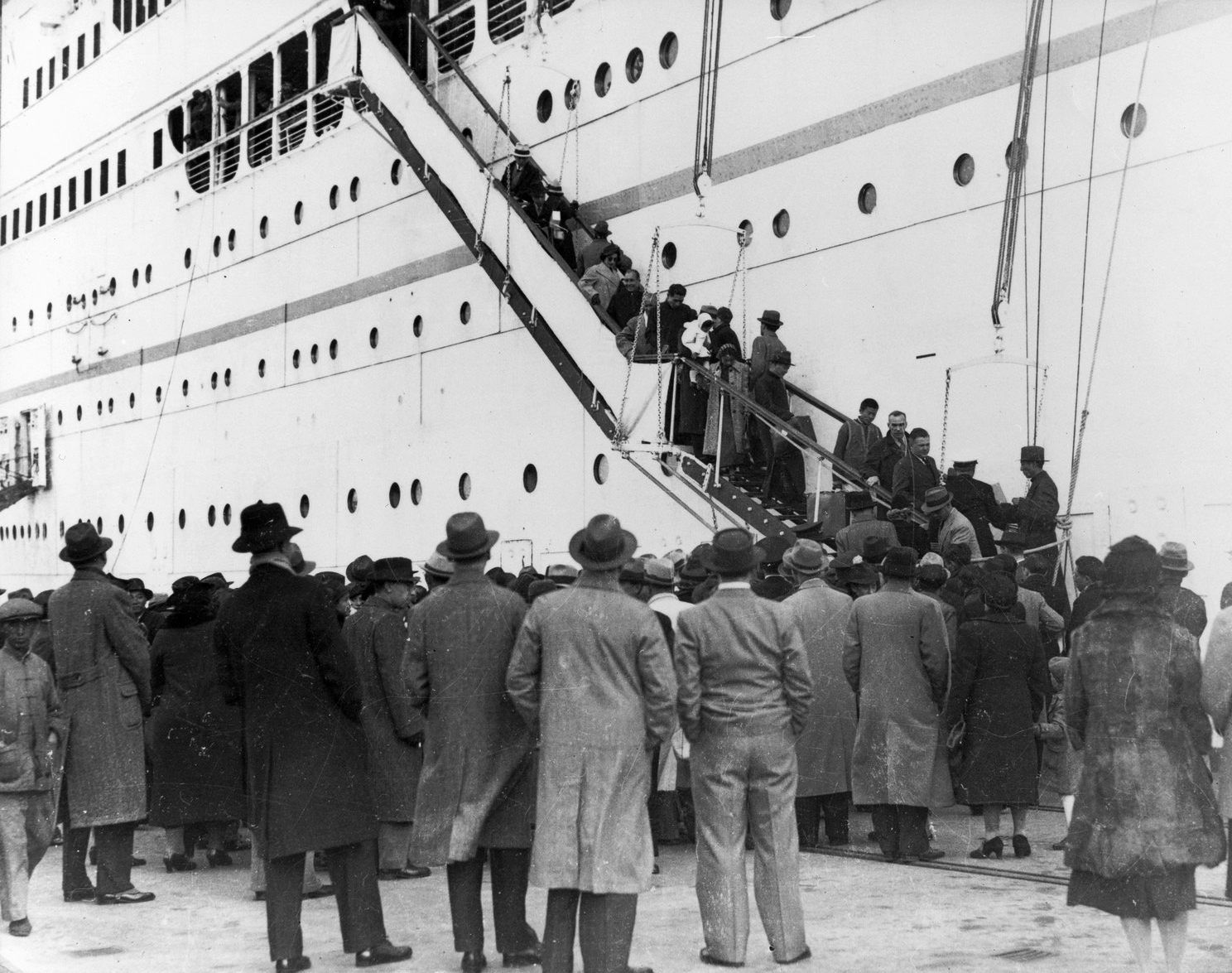
Єврейські біженці з Австрії висаджуються з корабля SS Conte Verde в Шанхаї. 14 грудня 1938 року.

З 1938 року цей маршрут став одним із головних шляхів втечі для німецьких та австрійських євреїв до Шанхаю, оскільки еміграційні візи там не були потрібні.

## У роки війни
З початком Другої світової війни, попри нейтралітет Італії, «Конте Верде» залишився у Шанхаї (прибувши туди у серпні 1939). Досі незрозуміло, чому не було спроби повернутися на батьківщину чи хоча б в Італійське Сомалі. У Шанхаї лайнер і перебував на момент оголошення 10 червня 1940 року Італією війни союзним державам.

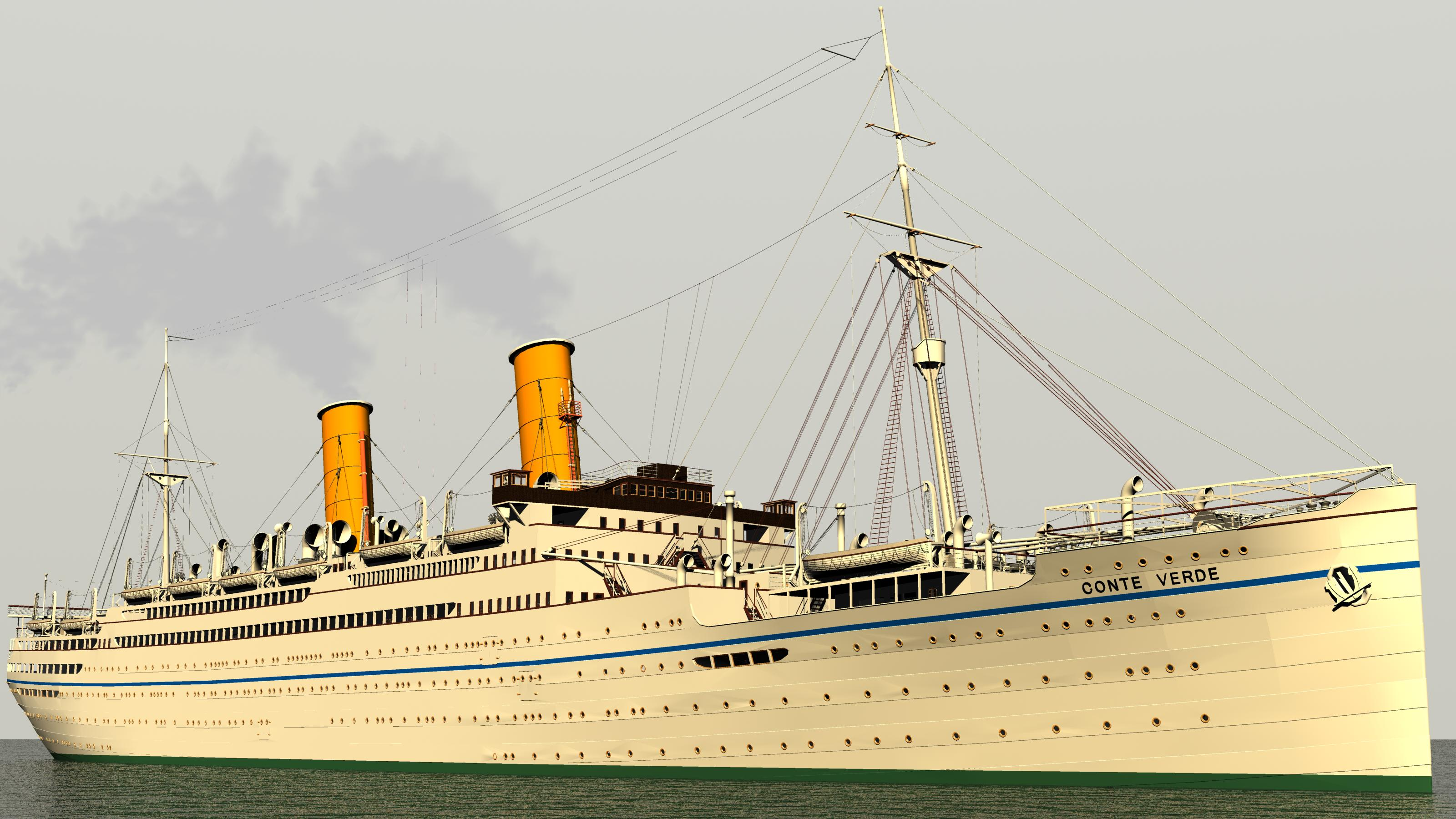
SS Conte Verde у 1930-ті роки.

13 грудня 1941 року США запропонували репатріацію японських та американських дипломатів. Обидві держави домовилися про гарантії вільного проходу кораблів через зону бойових дій. 5 січня 1942 року досягнуто домовленості з Японією про обмін у нейтральному порту Лоренсу-Маркіш у Португальській Східній Африці (обміни з Японією також проводилися в Мормугао Португальської Індії, а з Німеччиною — у Стокгольмі та Лісабоні).
У червні 1942 року компанія Teikoku Senpaku Kaisha (японська державна пароплавна компанія), зафрахтувала SS Conte Verde і перейменувала його в Teikyo Maru, щоб надалі використовувати для обміну дипперсоналом з передачею під управління NYK, однак початкова назва судна так і залишилась на борту. 7 червня при виході з Шанхаю Teikyo Maru сіло на мілину, але вже через кілька годин судно зняли з неї. Корабель попрямував до Нагасакі, а потім до Осаки, звідки відбув 18 червня. Цього ж дня шведський теплохід «Gripsholm», зафрахтований Держдепартаментом США, виходив із Нью-Йорка. На його борту — 1083 японські дипломати, бізнесмени, журналісти та члени їхніх сімей, які перебували в США на момент оголошення війни. «Gripsholm» прибув у Ріо-де-Жанейро, де прийняв на борт 417 японців, включно з персоналом посольства, а також портрет імператора Хірохіто, що належав посольству.
Teikyo Maru забрало в Шанхаї генерального консула Френка Локхарта, а також приблизно 600 пасажирів із США та інших країн. На виході з порту лайнер помічений з борту американського підводного човна «Plunger», заздалегідь попередженого про обмін. Далі судно прямувало на Сінгапур, звідки вийшло 9 липня разом з «Асама-Мару» (на борту близько 800 осіб, що залишають Японію, Південно-Східну Азію та Філіппіни). У Лоренсу-Маркіш вони прибули 22 липня. Обмін тривав до 26 липня 1942 року. Після цього «Teikyo Maru» разом з «Асама-Мару» вийшов із Лоренсу-Маркіш курсом на Сінгапур, а потім на Татеяму та Йокогаму, куди і прибув 5 вересня, а вже 8 числа пришвартувався у Шанхаї.
Рано вранці 9 вересня «Конте Верде» затоплено за наказом капітана 2-го рангу Чінеа, щоб уникнути захоплення японцями. Італійський екіпаж заарештовано. Судно завалилося на правий борт. Підйомні роботи, що почалися 21 вересня, тричі (6, 16 і 26 червня) переривалися через обрив тросів. 5 липня роботи з вирівнювання судна припинено, підйом і ремонт тривали далі. Японці мали намір переробити лайнер в авіаносець або транспорт, для чого планувалося відбуксувати його в Японію до серпня.

## Потоплення
8 серпня 1944 року о 3:30 ранку «Конте Верде» атакований американським бомбардувальником B-24 (373 B.Sq, 308 B.Gr), який вилетів під керуванням підполковника Вільяма Д. Гопсона з аеродрому Liuchow. Розглядався також варіант денної атаки з великої висоти, але вирішили атакувати вночі. Гопсон, попри дощ і туман, зробив два заходи на ціль на малій висоті, використавши радар. На другому заході він скинув 6 1000 фунтів бомб, з яких 2 влучили в ціль. «Конте Верде» завалився на правий борт і потонув удруге. За цей виліт Гопсон був нагороджений Хрестом льотних заслуг та китайським Орденом Хмар та Прапора.
31 жовтня знову почалися підйомні роботи, що тривали до 16 грудня. Після підйому ремонт провели в сухому доці, де переробили, зокрема, паливні системи з нафти на вугілля й відремонтували 4 з 8 котлів та 2 турбіни. Це дало змогу судну дістатися Японії своїм ходом. На початку 1945 року «Teikyo Maru» знову був перейменований, цього разу в «Котобукі-Мару», проте назва «Конте Верде» так само залишається у вжитку.
20 квітня 1945 року «Котобукі-Мару» у супроводі кораблів ескорту йшло до міста Майдзуру. В дорозі вони 22 квітня атаковані групою з 10 B-24, проте обійшлося без втрат, натомість один із бомбардувальників був пошкоджений і, пізніше, приводнився.
8 травня «Котобукі-Мару» підірвалось на міні, встановленої з бомбардувальника B-29 (20th Bomber Command) орієнтовно в 34-30N, 126-09E (або 126-30E) на південний схід від Мокпхо. Лайнер відбуксували в Майдзуру і поставили в док.
25 липня 1945 року виведений із доку. Під час авіанальоту, що трапився того ж дня, викинувся на берег затоки Наката. Піднято в 1949 році і продано фірмі Міцубісі (за іншими джерелами Міцуї) на злам, що і було завершено в Тамано в 1951 році.

## Однотипні кораблі
Головним кораблем серії був побудований в 1921 лайнер «Конте Россо» (названий на честь нащадка Амадея VI — графа Амадея VII), 24 травня 1941 потоплений британським підводним човном «Апхолдер».